# Gualter Salles
Gualter Salles, född den 28 september 1970 i Rio de Janeiro, Brasilien, är en brasiliansk racerförare. 

## Racingkarriär
Salles internationella racingkarriär inleddes med två säsonger i det brittiska mästerskapet formel 3 1994 och 1995. Under den första säsongen slutade han tia i mästerskapet, följt av en sjundeplats 1995. Salles flyttade därefter till amerikansk racing, där han körde Indy Lights under 1996. Därefter inledde han en sejour i CART World Series, där han under 1997, 1998, 1999 och 2000, tävlade för ett flertal mindre team. Största framgången var att han kvalade in som fyra i Long Beach 1998, men bara 1997 var en hel säsong för Salles, som hade problem att få kontinuitet i sin karriär. En start i IRL under 1999 ledde inte heller det till en hel säsong. Frånsett att han körde andra halvan av CART-säsongen 2003, och då säkrade en nittondeplats i mästerskapet, så tävlade Salles i fortsättningen främst i sportvagnar, och i V8 Stock Car Brasil, där han tog en pallplats under säsongen 2003.